# الإسكتلنديون الملكيون
الاسكتلنديون الملكيون (الفوج الملكي)، عرفوا أيضًا باسم فوج المشاة الملكي، أقدم فوج مشاة في الجيش البريطاني، منذ تكوينه عام 1633 في عهد تشارلز الأول ملك اسكتلندا. استمر وجود الفوج حتى عام 2006، عندما تم دمجه في قوات حدود الملك الأسكتلندية ليصبح قوات الحدود الاسكتلندية الملكية، أول كتيبة للفوج الملكي الإسكتلندي المكون حديثًا.

## معلومات تاريخية

### القرن السابع عشر
تشكل هذا الفوج للمرة الأولى عام 1633 بوصفه كتيبة المشاة الملكية على يد السير جون هيبورن، بموجب أمر ملكي من تشارلز الأول ملك إنجلترا، بشأن الخدمة الاسكتلندية في فرنسا. حيث تم تشكيله من نواة فوج هيبورن السابق، الذي سبق وخدم ضمن الخدمة السويدية، التي كانت قائمة منذ 1625. وعندما كانت في فرنسا استوعبت بقايا عدد من وحدات المرتزقة الاسكتلندية الأخرى التي حاربت مع الخدمة السويدية، وبحلول عام 1635 كانت قد وصلت إلى نحو 8000 رجل. قتل السير جون هيبورن في حصار سافيرن عام 1636؛ ثم تولى القيادة ابن أخيه، السير جون هيبورن الذي قتل العام التالي. ثم عين اللورد جيمس دوغلاس في منصب العقيد الجديد، وتغير اسم الفوج إلى Régiment de Douglas (فوج دوجلاس) وبلغ 1200 رجل أسكتلندي. خاض الفوج معاركه بامتياز، تحت قيادة دوجلاس، حتى قتل في اشتباك قرب دواي عام 1645، في محاولة للاستيلاء على المدينة من آل هابسبورغ. ليعين أخيه الأكبر ارشيبالد دوغلاس، إيرل أنجوس مكانه. خدم الفوج في فرنسا من 1633 وحتى 1661، عندما عاد إلى إنجلترا.
ونظرًا لأن الفوج تشكل بأمر ملكي، كان قانونيًا جزءًا من القوات المسلحة التابعة للتاج، على الرغم من أنه كان خارج البلاد لثلاثة عقود. وهكذا، تم استدعاؤه للمساعدة في تأمين تتويج تشارلز الثاني ملك إنجلترا، وساعد في تقديم نموذجًا لأفواج أخرى تأسست بعد انهيار الجيش النموذجي الجديد. عاد الفوج إلى فرنسا من 1662-66 و1667-78، لينخرط في الخدمة الإنجليزية مرة أخرى خلال الحرب الأنجلو الهولندية الثانية؛ شهد جنود الفوج الغارة على ميدواي، عندما سجل صموئيل بيبس أنه هنا في الشوارع، أسمع مسيرة الاسكتلنديين يضربون على الطبول أمام الجنود، في مشهد عجيب.
ميز عام 1678 نهاية الخدمة الفرنسية، حيث وضع الفوج بشكل دائم تحت راية الجيش البريطاني. ثم أرسل إلى أيرلندا عام 1679، وفي عام 1680 أرسل الفوج إلى طنجة، حيث حصل على أولى تكريماته. وفي عام 1684، حصل الفوج على لقب فوج المشاة الملكي لصاحب الجلالة، وانسحب إلى إنجلترا. أما في عام 1685 فقد قاتلوا لصالح جيمس الثاني في تمرد مونماوث، في معركة سيجمور، وفي السنة التالية تم إنشاء كتيبة ثانية. وبحلول 1688، كانا الفوجين الوحيدين بالجيش المواليين لجيمس في الثورة المجيدة؛ حيث تمردت كتيبتا الفوج وتم نزع سلاحهما.
وخلال حرب التحالف الكبير، خاض الفوج معركة وولكورت (1689)، ومعركة ستينكيرك (1692)، ومعركة لاندن (1693) وحصار نامور (1695). وأمضوا نهاية فترة تسعينيات القرن السابع عشر في حامية بأيرلندا.

## الحواشي
1. ↑  1st Battalion was carried on the Irish Establishment at the time of the American Revolution. See The Organization of the British Army in the American Revolution, Illustrative Appendices to Chapter I نسخة محفوظة 16 أغسطس 2014 على موقع واي باك مشين.
2. 1 2  Regiments.org list of titles
3. 1 2  History of the Regiment
4. ↑  Lee, Sidney (1903), Dictionary of National Biography Index and Epitome p. 353 Archibald Douglas, Earl of Ormond (also DNB vol. xv p. 285) and p. 355 Lord James Douglas (also DNB vol. xv p. 322) نسخة محفوظة 10 أكتوبر 2017 على موقع واي باك مشين.
5. 1 2 3 4 5 6  Paterson, vol I. Chronology
6. ↑  Diary of Samuel Pepys, June 30, 1667
7. ↑  Glozier 2004، صفحة 2.
8. ↑  Regiments.org, 1st and 2nd Battalion pages

## وصلات خارجية
- The Royal Scots - official website
- The Royal Scots at www.BritishMilitaryHistory - The Royal Scots in the Second World War